# Такерман (Арканзас)
Такерман (англ. Tuckerman) — місто (англ. city) в США, в окрузі Джексон штату Арканзас. Населення — 1707 осіб (2020).

## Географія
Такерман розташований на висоті 74 метри над рівнем моря за координатами 35°43′30″ пн. ш. 91°12′6″ зх. д. / 35.72500° пн. ш. 91.20167° зх. д. (35.724977, -91.201610).  За даними Бюро перепису населення США в 2010 році місто мало площу 7,58 км², з яких 7,56 км² — суходіл та 0,02 км² — водойми.

## Демографія
Згідно з переписом 2010 року, у місті мешкали 1862 особи в 783 домогосподарствах у складі 535 родин. Густота населення становила 246 осіб/км².  Було 859 помешкань (113/км²). 
Расовий склад населення:
| - 92,7 % — білих - 6,1 % — чорних або афроамериканців - 0,3 % — корінних американців |

До двох чи більше рас належало 0,8 %. Іспаномовні складали 0,6 % від усіх жителів.
За віковим діапазоном населення розподілялося таким чином: 22,5 % — особи молодші 18 років, 62,2 % — особи у віці 18—64 років, 15,3 % — особи у віці 65 років та старші. Медіана віку мешканця становила 40,9 року. На 100 осіб жіночої статі у місті припадало 95,0 чоловіків;  на 100 жінок у віці від 18 років та старших — 91,4 чоловіків також старших 18 років.
Середній дохід на одне домашнє господарство  становив 44 614 долари США (медіана — 36 591), а середній дохід на одну сім'ю — 50 926 доларів (медіана — 39 514). Медіана доходів становила 37 868 доларів для чоловіків та 30 260 доларів для жінок. За межею бідності перебувало 18,6 % осіб, у тому числі 28,2 % дітей у віці до 18 років та 12,1 % осіб у віці 65 років та старших.
Цивільне працевлаштоване населення становило 991 осіб. Основні галузі зайнятості: роздрібна торгівля — 25,3 %, освіта, охорона здоров'я та соціальна допомога — 20,2 %, виробництво — 15,8 %.
За даними перепису населення 2000 року в Такермані проживало 1757 осіб, 519 сімей, налічувалося 769 домашніх господарств і 834 житлових будинки. Середня густота населення становила близько 319,5 осіб на один квадратний кілометр. Расовий склад Такермана за даними перепису розподілився таким чином: 89,70 % білих, 8,71 % — чорних або афроамериканців, 0,80 % — корінних американців, 0,80 % — представників змішаних рас.
Іспаномовні склали 0,91 % від усіх жителів міста.
З 769 домашніх господарств в 25,9 % — виховували дітей віком до 18 років, 50,3 % представляли собою подружні пари, які спільно проживали, в 13,5 % сімей жінки проживали без чоловіків, 32,5 % не мали сімей. 30,7 % від загального числа сімей на момент перепису жили самостійно, при цьому 17,8 % склали самотні літні люди у віці 65 років та старше. Середній розмір домашнього господарства склав 2,28 особи, а середній розмір родини — 2,83 особи.
Населення міста за віковим діапазоном за даними перепису 2000 року розподілилося таким чином: 22,6 % — жителі молодше 18 років, 7,5 % — між 18 і 24 роками, 26,5 % — від 25 до 44 років, 23,7 % — від 45 до 64 років і 19,6 % — у віці 65 років та старше. Середній вік мешканця склав 41 рік. На кожні 100 жінок в Такермані припадало 87,1 чоловіків, у віці від 18 років та старше — 87,6 чоловіків також старше 18 років.
Середній дохід на одне домашнє господарство в місті склав 27 000 доларів США, а середній дохід на одну сім'ю — 33 512 доларів. При цьому чоловіки мали середній дохід в 27 750 доларів США на рік проти 19 621 долар середньорічного доходу у жінок. Дохід на душу населення в місті склав 13 803 долари на рік. 10,8 % від усього числа сімей в окрузі і 14,2 % від усієї чисельності населення перебувало на момент перепису населення за межею бідності, при цьому 13,5 % з них були молодші 18 років і 19,8 % — у віці 65 років та старше.